# هيرومو ميتسومارو
هيرومو ميتسومارو (باليابانية: 三丸 拡) (6 يوليو 1993 في توتشيغي في اليابان – )؛ هو لاعب كرة قدم ياباني سابق كان يلعب كمدافع.

## وصلات خارجية
- هيرومو ميتسومارو على موقع رابطة كرة القدم اليابانية للمحترفين (اليابانية)
- هيرومو ميتسومارو على موقع إي إس بي إن إف سي (الإنجليزية)
- هيرومو ميتسومارو على موقع قاعدة بيانات كرة القدم.إي يو (الإنجليزية)
- هيرومو ميتسومارو على موقع Soccerway.com (الإنجليزية)
- هيرومو ميتسومارو على موقع عالم كرة القدم.نت (الإنجليزية)
- هيرومو ميتسومارو على موقع كووورة